# Passage Jaillot
Le passage Jaillot est une voie située dans le quartier du Jardin-des-Plantes dans le 5e arrondissement de Paris. Voie exclusivement piétonnière, le passage possède une série d'escaliers.

## Situation et accès
Le passage Jaillot est desservi à proximité par la station de métro de la ligne 7 Place Monge.

## Origine du nom
Elle porte ce nom en hommage au géographe et avocat Jean-Baptiste-Michel Renou de Chauvigné dit Jaillot (1710-1780).

## Historique
Ce passage ouvert en 1956 longe le square de la rue Ortolan. Il fut longuement dénommé « voie C/5 » et a pris son nom actuel en 1994.

## Bâtiments remarquables et lieux de mémoire
- Le square Marius-Constant (ex-square de la rue Ortolan), auquel il donne accès.